# Dansk lantgås
Dansk lantgås är en typisk lantrasgås, rörlig och verksam. Den kommer egentligen från halvön Jylland och har ursprung från vikingatiden. Den är en tämjd form av grågåsen och har en härdiga karakteristik, liknande den svenska ölandsgåsen.

## Beskrivning och egenskaper
Fjäderdräkten på gässen kan variera. Det förekommer individer som är brokiga, vita, med brungrå partier på huvud, hals, rygg och lår. Andra individer motsvarar nästan helt den vilda grågåsen i färg.
Under den tid då gåsskötsel var allmännare än idag fanns på Jylland en medelstor typ av tamgås. Den var förnöjsam och lämpade sig på magrare bete. I slutet av 1700-talet var gäss vanliga fjäderfän på gårdarna. Stora gåsflockar betade på byarnas gemensamt åker- och betesmarker. Så den danska lantgåsen utvecklades utan större "förädlingsyfte" med andra tamgäss i Europa, liksom den tyska emdengåsen eller den franska toulousegåsen.